# Чхон Ын Би
Чхон Ын Би (кор. 천 은비; род. 7 февраля 1992, Сувон) — южнокорейская хоккеистка на траве, полевой игрок. Участница летних Олимпийских игр 2012 и 2016 годов, серебряный призёр чемпионата Азии 2013 года, чемпионка летних Азиатских игр 2014 года.

## Биография
Чхон Ын Би родилась 7 февраля 1992 года в южнокорейском городе Сувон.
В 2011 году в составе женской сборной Южной Кореи по хоккею на траве завоевала азиатский Трофей чемпионов, забив один из пяти мячей в финальном матче против сборной Китая (5:3).
В 2012 году вошла в состав женской сборной Южной Кореи на летних Олимпийских играх в Лондоне, занявшей 8-е место. Играла в поле, провела 6 матчей, мячей не забивала.
В 2013 году завоевала серебряную медаль чемпионата Азии в Куала-Лумпуре, забила 5 мячей (три в ворота сборной Тайваня, под одному — Казахстану и Индии).
В 2014 году завоевала золотую медаль хоккейного турнира летних Азиатских игр в Инчхоне. В том же сезоне участвовала в чемпионате мира в Гааге, где кореянки заняли 7-е место. Стала лучшим снайпером команды на турнире, забив 3 мяча (два в ворота сборной Бельгии, один — Австралии).
В 2016 году вошла в состав женской сборной Южной Кореи на летних Олимпийских играх в Лондоне, занявшей 11-е место. Играла в поле, провела 6 матчей, забила 1 мяч в ворота сборной Испании.